# ASM International
ASM er en nederlandsk multinational virksomhed, der designer, fremstiller, sælger og servicerer mikrochip wafer-produktionsudstyr. ASM's produkter benyttes af mikrochip-producenterne på deres fabrikker.
Virksomheden blev etableret af Arthur del Prado (1931-2016) som Advanced Semiconductor Materials i 1964.